# Маджоре (озеро)

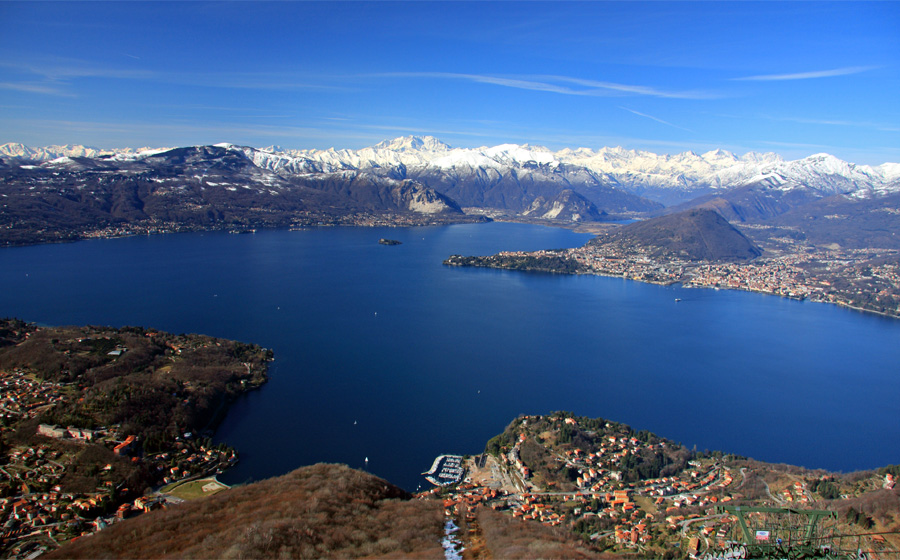
Вид на Альпи та озеро Маджоре з Лавено

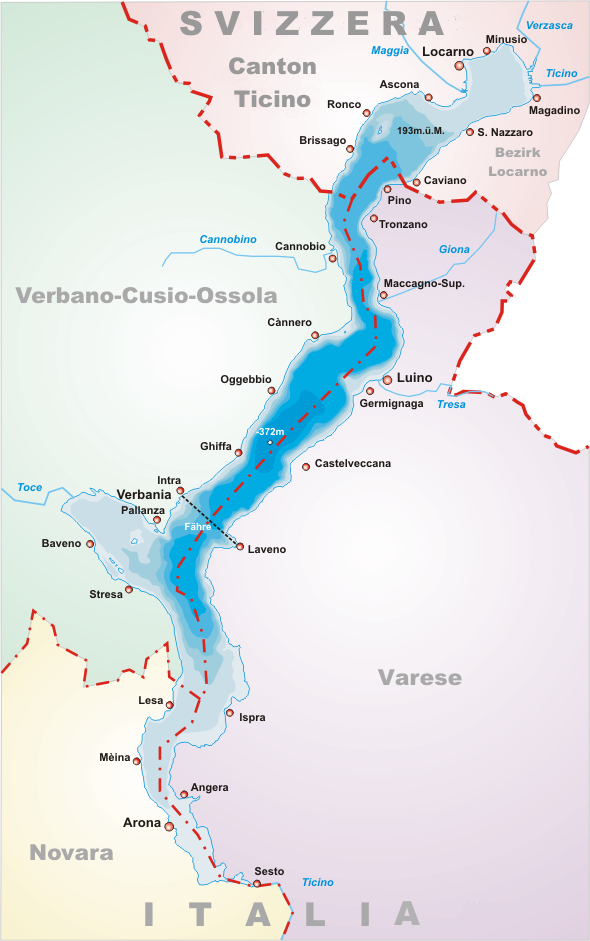
озеро Маджоре

Лаго-Маджоре (у перекладі: «озеро велике»), озеро Маджоре або Вербано (Lago Maggiore; інші назви Verbano, Lago di Locarno, Lach Magiur)— передгірське озеро льодовикового походження, друге в Італії за площею(212 км²) після оз. Ґарда; розташовується на висоті 193 м н.р.м. на території Італії (провінції Вербано-Куссіо-Оссола, Варезе і Новара) і Швейцарії (кантон Тічино). Тут видобувають рожевий граніт (Бавено), камінь (Анджера), вапняк (Кальдè, дільниця Кастельвеккани); завдяки унікальному клімату тут росте середземноморська флора — лимон, лаврове дерево, оливкове дерево, а також тис, гостролист, каштан; в садах п'ємонтського узбережжя цвітуть азалії, камелії, рододендрони, магнолії. В озері присутні такі види риб: лососеві (Coregonus oxyrinchus, Coregonus lavaretus), Alosa agone, окунь звичайний, щука звичайна, головень, минь, Anguillidae, коропові. Вітри різних напрямків, які змінюють один одного, дають можливість займатися вітрильним спортом.

## Історія
На приозерній території проживали кочові групи, які використовували цей регіон як місце для полювання і поповнення запасів. У період енеоліту відбувається будівництво перших поселень в безпосередній близькості до озера, з'являється осіле населення. Територія була під пануванням ліґурів (а також частина сучасної Ломбардії), поки їх не було відтіснено кельтами (плем'я таурінів) до західних кордонів їх володінь.
Потім запанували римляни, які приєднали П'ємонт і Ломбардію до Римської імперії. «Verbanus Lacus» (римська назва озера) або «Lacus Maximus» (Вергілієва назва) був у руках римлян тривалий час, поки не почастішали набіги північних народів і варварів, які зруйнували Римську імперію.
Період Середньовіччя супроводжувався створенням сіл, містечок, замків. У цей період область навколо озера, а також багато районів навколо Мілану пройшли через руки кількох впливових сімей — Делла Торре, Вісконті, Ґабсбурґи з 1713 року, Борромео (які почали нарощування свого впливу з придбання Арони в 1445 році).

## Географія
Довжина озера Маджоре становить 68 км, ширина варіюється від 3 до 5 км за винятком західної затоки Борромео між Палланцою й Стрезою (10 км). Озеро Маджоре перевершує всі інші італійські озера за довжиною, але за площею поверхні займає друге місце після озера Ґарда. Середня висота озера над рівнем моря становить 193 м, але глибина дна майже всюди значно нижче рівня моря (не менше 179 м). Звивисті форми озера Маджоре, присутність гірського ландшафту дозволяють побачити його у різноманітних ефектних ракурсах. Верхня частина озера має повністю альпійський тип, середня розміщується між нижчими горами, а нижня закінчується в оточенні пагорбів та рівнин Ломбардії
Басейн озера тектонічно-льодовикового походження; об'єм становить 37 км³. Озеро має площу близько 213 км². Основні притоки — Тічино (яка впадає в По на південний схід від Павії), Маджія, Точе (якою Маджоре з'єднане з озером Орта) і Треза (з'єднує з озером Луґано). Річки Вердзаска, Ґійона і Каннобіно також впадають в озеро.
Зубчасті береги озера оточені Лепонтинськими Альпами. Західний берег озера Маджоре розташований в регіоні П'ємонт (провінція Новара і провінція Вербано-Куссіо-Оссола), східний — в регіоні Ломбардія (провінція Варезе), а найпівнічніша частина простягається на 13 км у кантоні Тічино (Швейцарія).

## Клімат

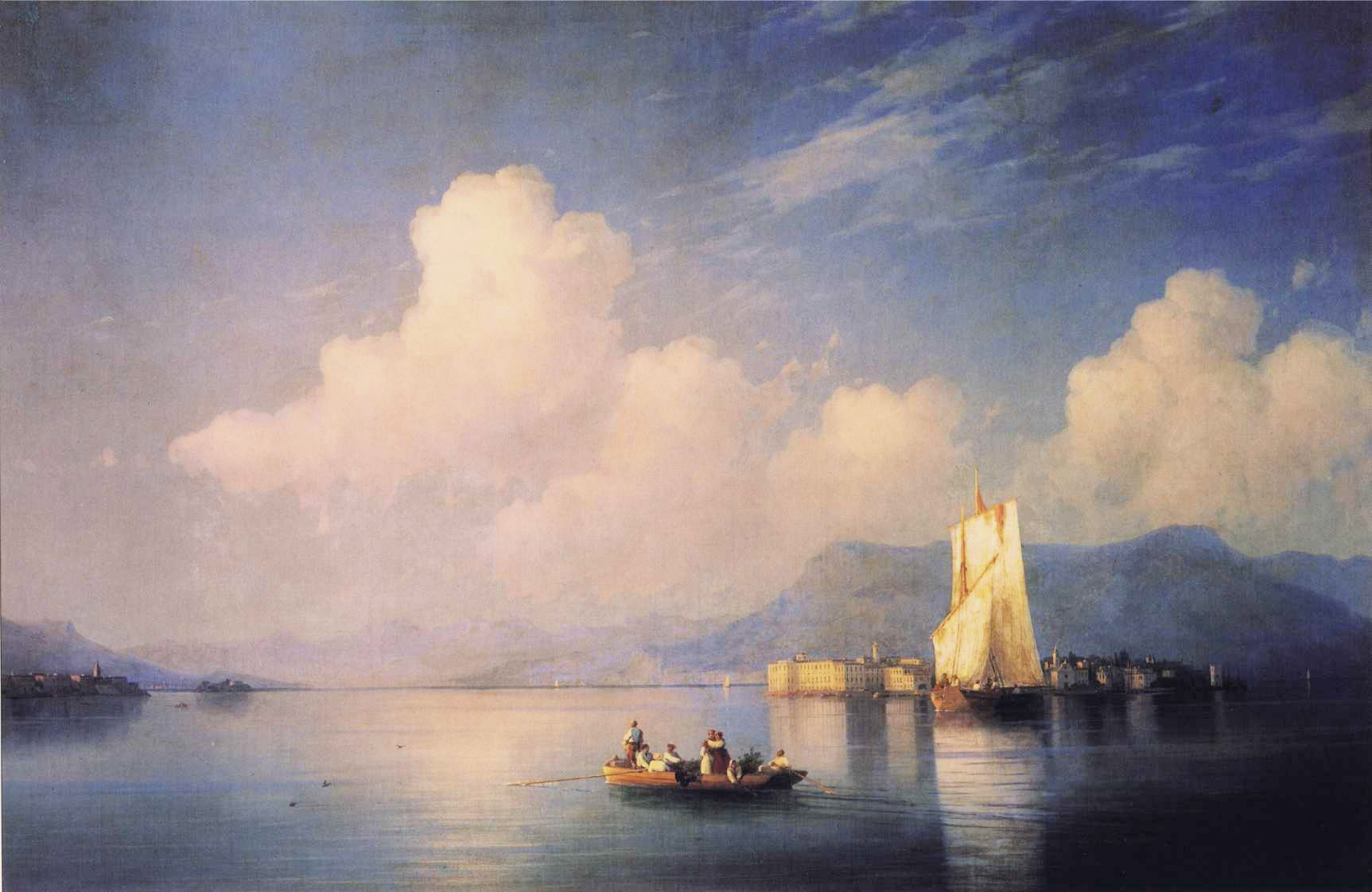
Айвазовський І. К. — озеро Маджоре ввечері

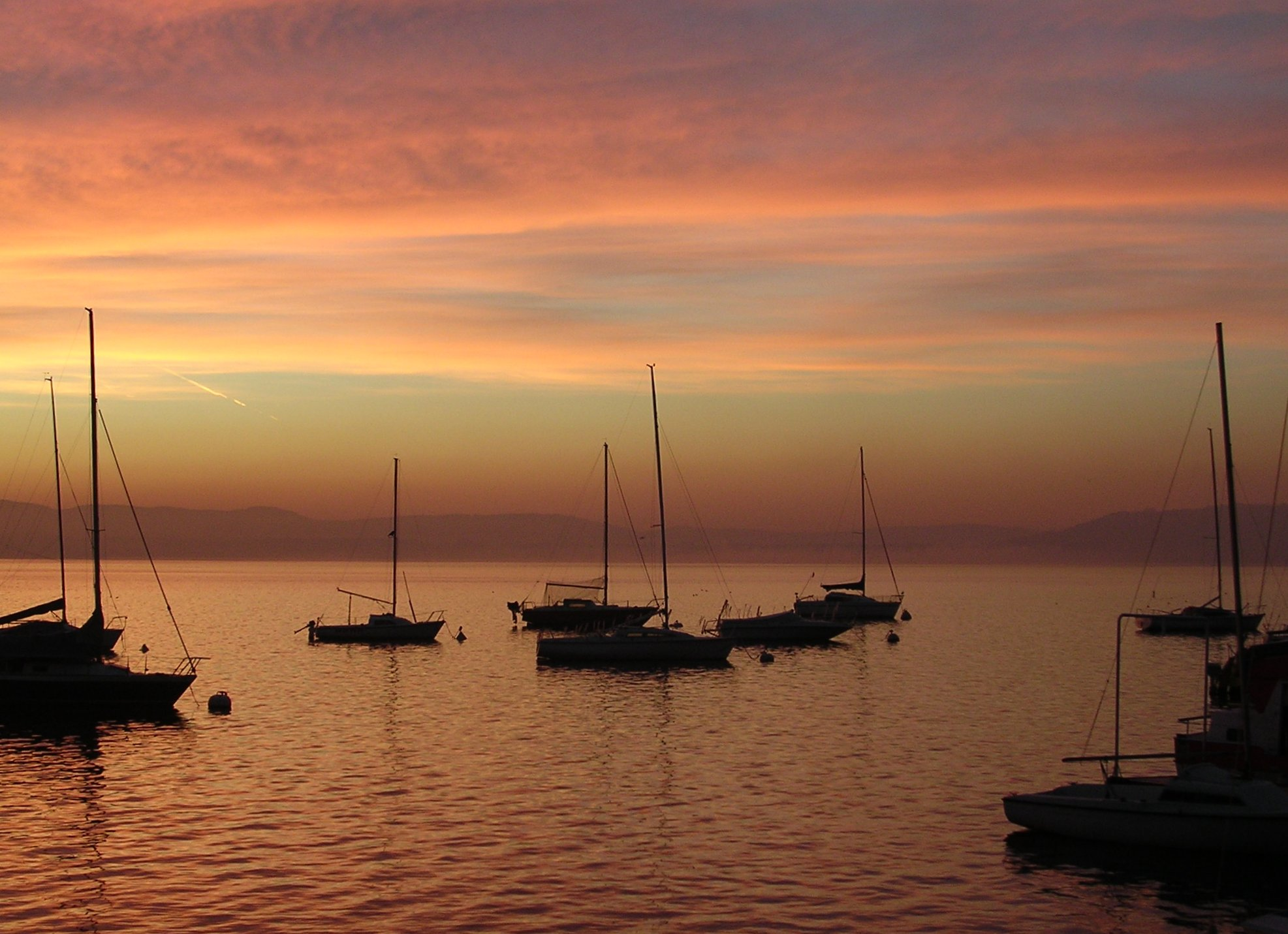
Схід сонця на озері Маджоре

Погода на озері Маджоре, як правило, м'яка. Клімат середземноморського типу, тому тропічні і субтропічні рослини квітують цілий рік. Взимку озеро допомагає підтримувати вищу температуру в навколишньому регіоні (через те, що вода віддає теплову енергію повільніше ніж повітря). Літні бризи приносять прохолоду і, рухаючись по поверхні води, змінюють її колір. Озеро отримує близько 2300 сонячних годин на рік, а середньорічна температура становить 15,5 ° C. Температура води в озері влітку — від 20 до 22 ° C (у липні і серпні). Взимку опади снігу нерегулярні, випадають високо в горах; часто спостерігається туман. Дощі притаманні у травні і в дещо меншій кількості — протягом зимових місяців.

## Флора
Щоб дати визначення флорі озера Маджоре, часто вживається неналежний термін flora insubrica. Розвиток флори зумовлений близькістю до озера, що сприяє розповсюдженню типових середземноморських і атлантичних рослин; цьому сприяє також склад ґрунту і велика кількість кременистих порід. Тут зростають лимони, оливи і лавр, дуб гостролистний (Quercus ilex), плющ, мирт звичайний, Eriobotrya japonica, тис, гостролист, каштан, цвітуть камелії, азалії, рододендрони і магнолії.
Територію навколо озера Маджоре недаремно називають Садами Європи, адже тут є численні ботанічні сади — «Вілла Таранто», «Альпінія», «Вілла Паллавічіно», Ботанічний сад на о. Мадре, Ботанічний сад на о.Сан Панкраціо (острови Бріссаґо), та інші.

## Фауна
Вологість територій навколо озера Маджоре є сприятливим середовищем для проживання різноманітних тварин, серед яких:
- ссавці — лисиця (Vulpes vulpes), борсук (Meles Meles), куниця кам'яна (Martes foina), ласка мала (Mustela nivalis), а також кажани, білозубки і Apodemus sylvaticus.
- земноводні — жаба прудка (Rana dalmatina), Hyla intermedia, тритон гребінчастий (Triturus cristatus). Серед рептилій — стрункий полоз (Coluber viridiflavus), вуж звичайний (Natrix natrix), гадюка (Vipera spp.), ящірка (Podarcis muralis), Lacerta viridis, веретільниця (Anguis fragilis) і Європейська болотяна черепаха (Emis orbicularis).
- риби — щука звичайна (Esox lucius), лин (Tinca tinca), короп звичайний (Cyprinus carpio), окунь звичайний (Perca fluviatilis) і краснопірка звичайна (Scardinius erythrophtalmus).
- птахи: гагара чорновола (Gavia arctica), попелюх (Aythya ferina), чернь чубата (Aythya fuligula), гоголь (Bucephala clangula), лиска (Fulica atra), лунь польовий (Circus cyaneus), щеврик гірський (Anthus spinoletta), вівсянка гірська (Emberiza cia), вівсянка звичайна (Emberiza citrinella) і зяблик (Fringilla montifringilla).[12].

## Острови
- Острови Борромео
- Острови Бріссаґо
- Замки Каннеро
- Острівець Партеґора (Анджера)

## Сади і парки
- Ботанічний сад «Вілла Таранто»
- Ботанічний парк «Альпінія»
- Ботанічний і зоологічний парк «Вілла Паллавічіно»

## Замки
Замки та фортеці на озері Маджоре:
- Замки Каннеро (Castelli di Cannero) -  зведені між 1200 і 1300 роками на острівцях між Каннеро Рів'єра та Луїно.
- Замок Массіно Вісконті (Castello di Massino Visconti) -  перша фортифікаційна споруда, зведена родом Вісконті і зруйнована Маркізом Монферратським; реконструйований в 1548 - 1555 рр..
- Вісконтський замок в Локарно (Castello Visconteo di Locarno)  - зведений в XIII ст. родом Вісконті, неодноразово зазнавав руйнувань та реконструкцій.
- Аронська фортеця (Rocca di Arona) -  заснована лонґобардами, переходить у власність до Вісконті, потім - до Борромео. В 1538 р. тут народився Сан Карло Борромео.
- Борромейська фортеця Анджери (Rocca Borromea di Angera) -  створена за романських та лонґобардських часів; на її території діє Музей іграшки.
- Фортеця Кальдè (Rocca di Caldè) - її руїни знаходяться в Кальдè, фракції Кастельвеккани.
- Імператорська вежа в Макканьо (Torre Imperiale) -  ознака присутності сім'ї Манделлі в Макканьо, використовувалася як вартова вежа для захисту території.

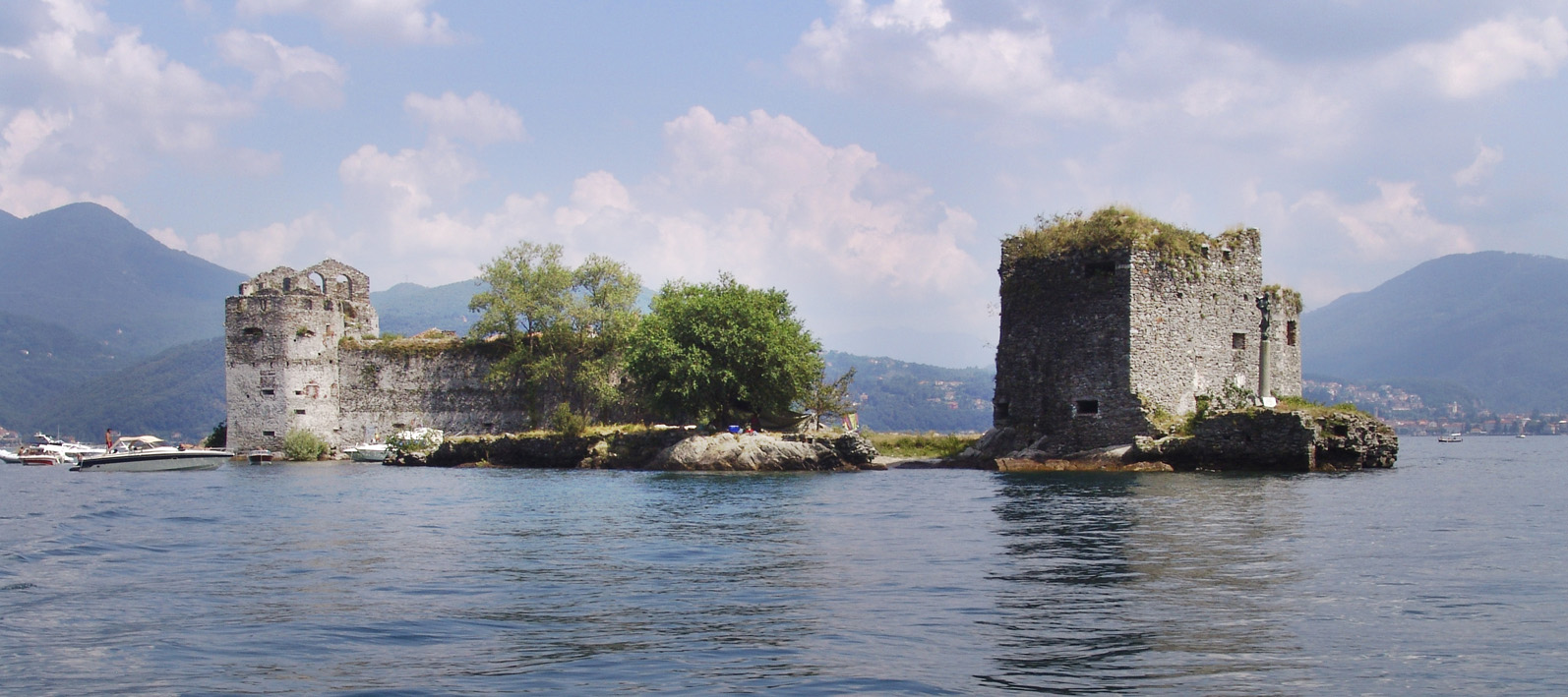
Замки Каннеро
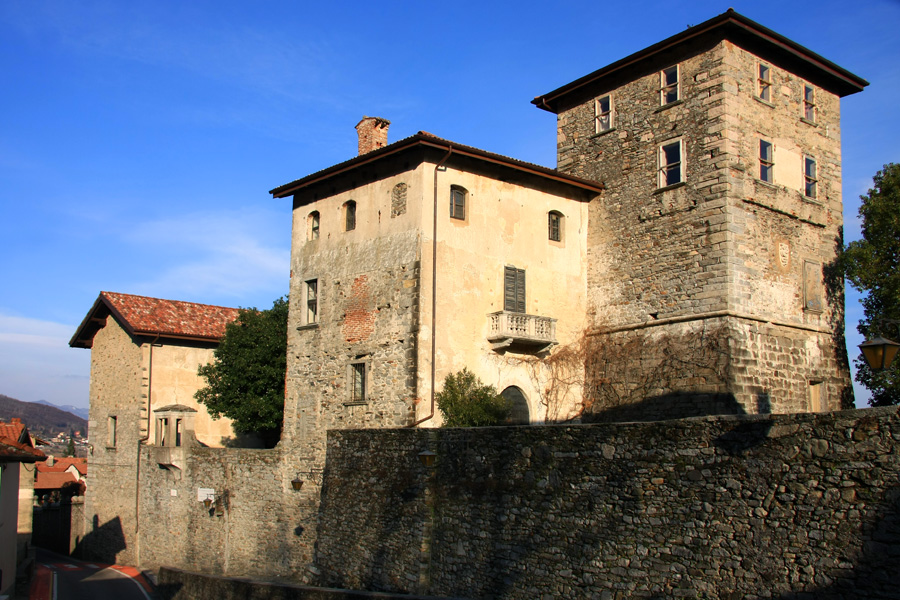
Замок Массіно Вісконті
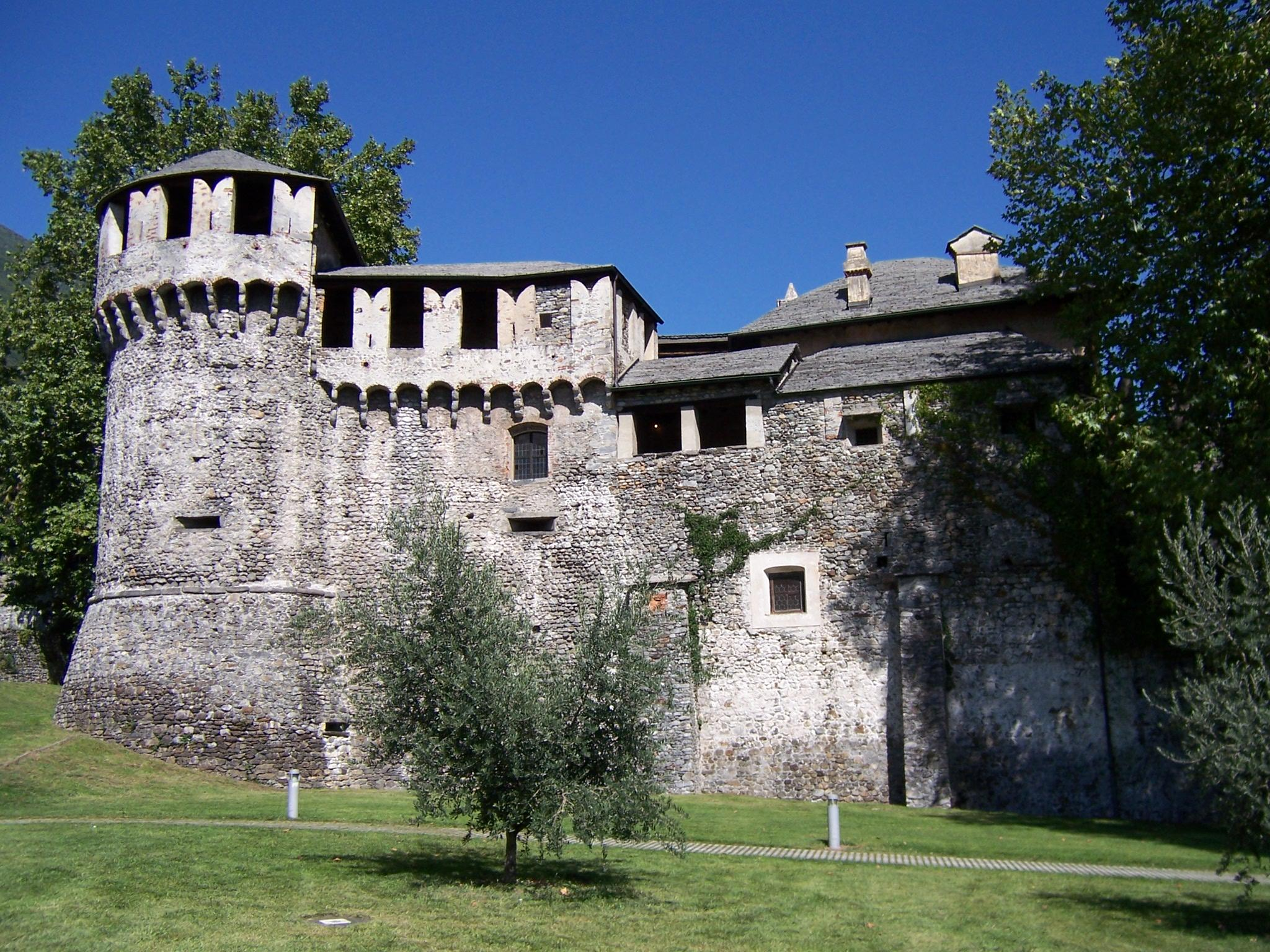
Вісконтський замок в Локарно
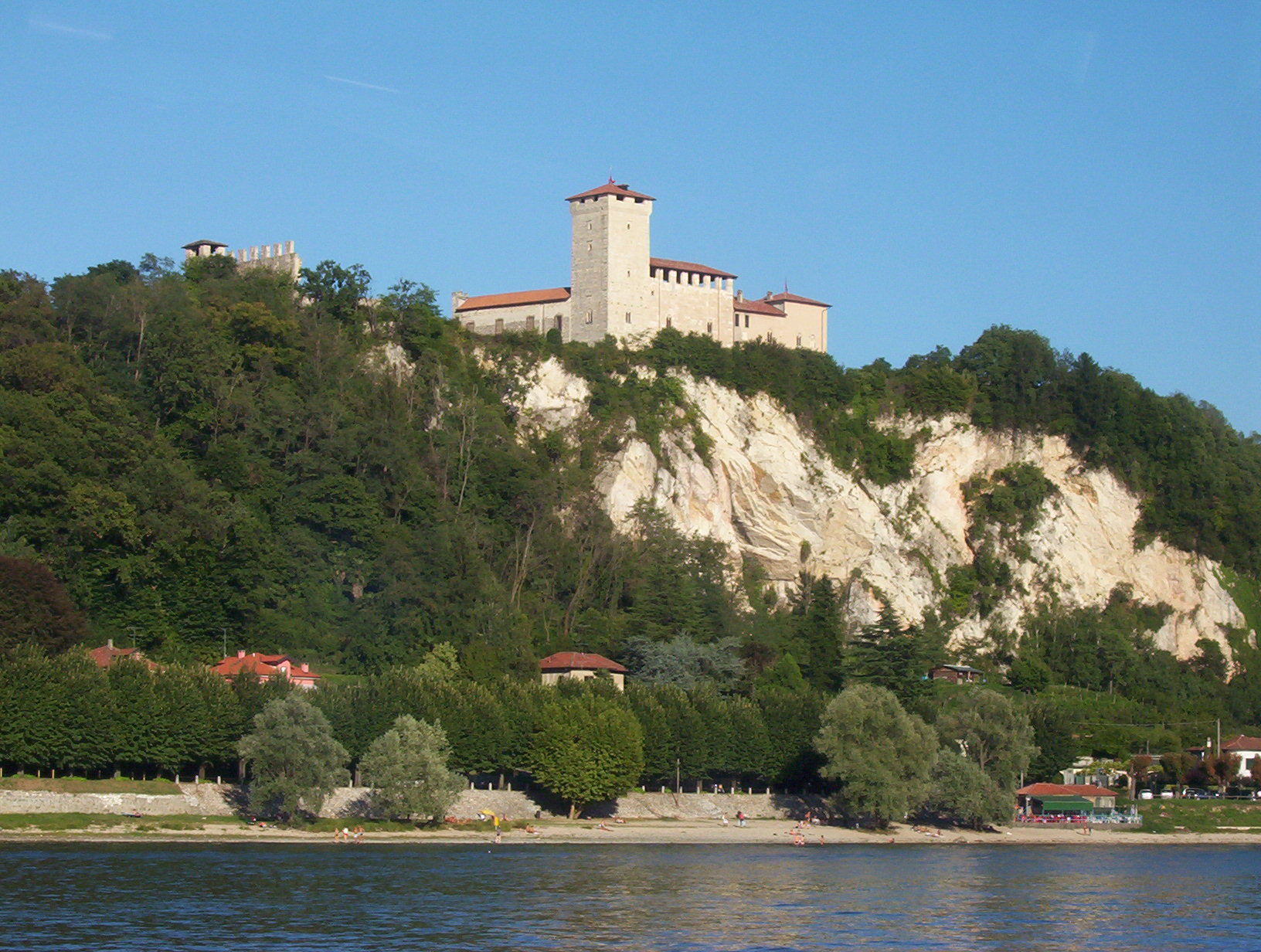
Фортеця Анджери
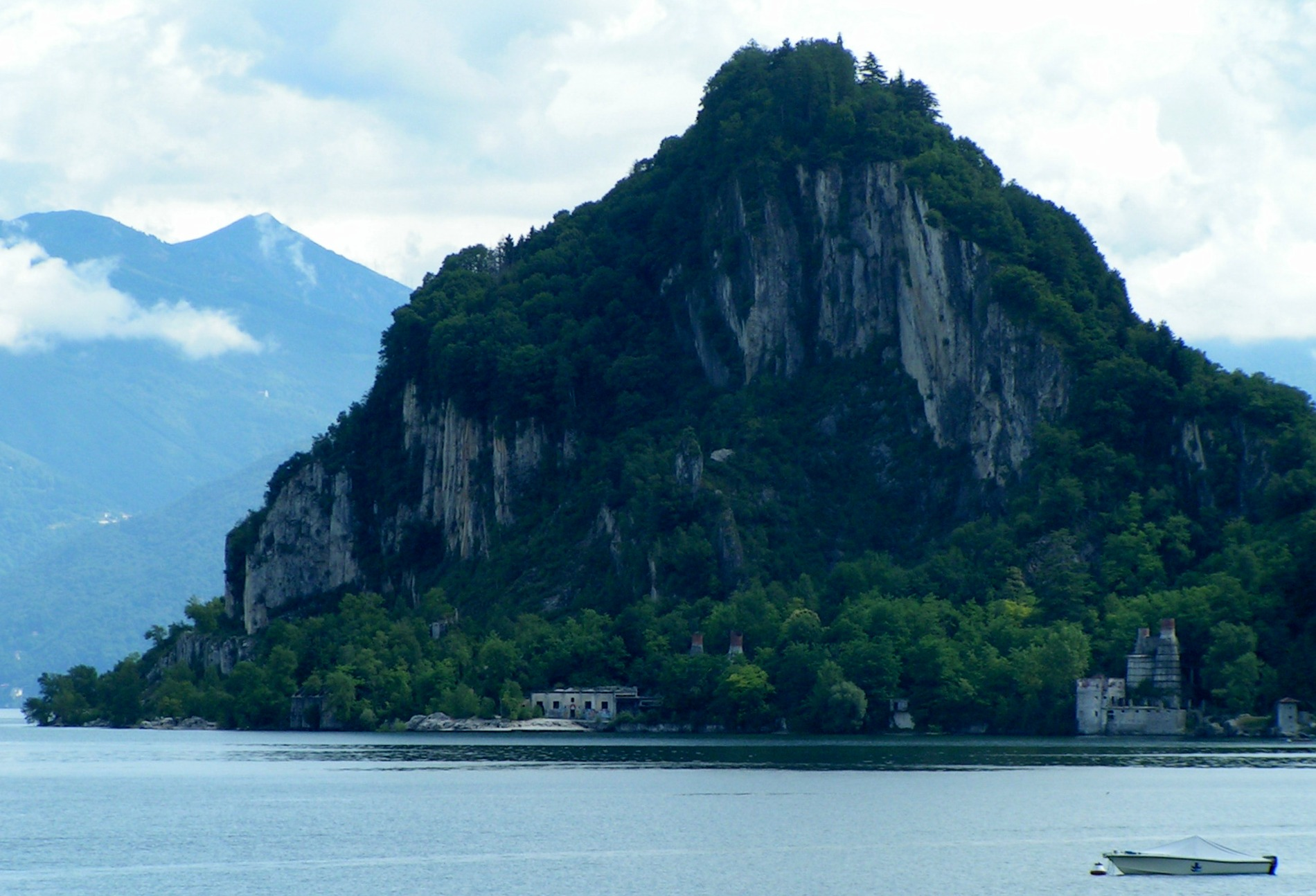
Фортеця Кальдè

## Вілли
Історичні вілли на озері Маджоре:
- Вілла Русконі-Клерічі (Вербанія)
- Вілла на острові Сан Джованні
- Вілла Фараджана (Мейна)
- Вілла «Палаццола» (Стреза)
- Вілла Паллавічіно (ботанічний сад)

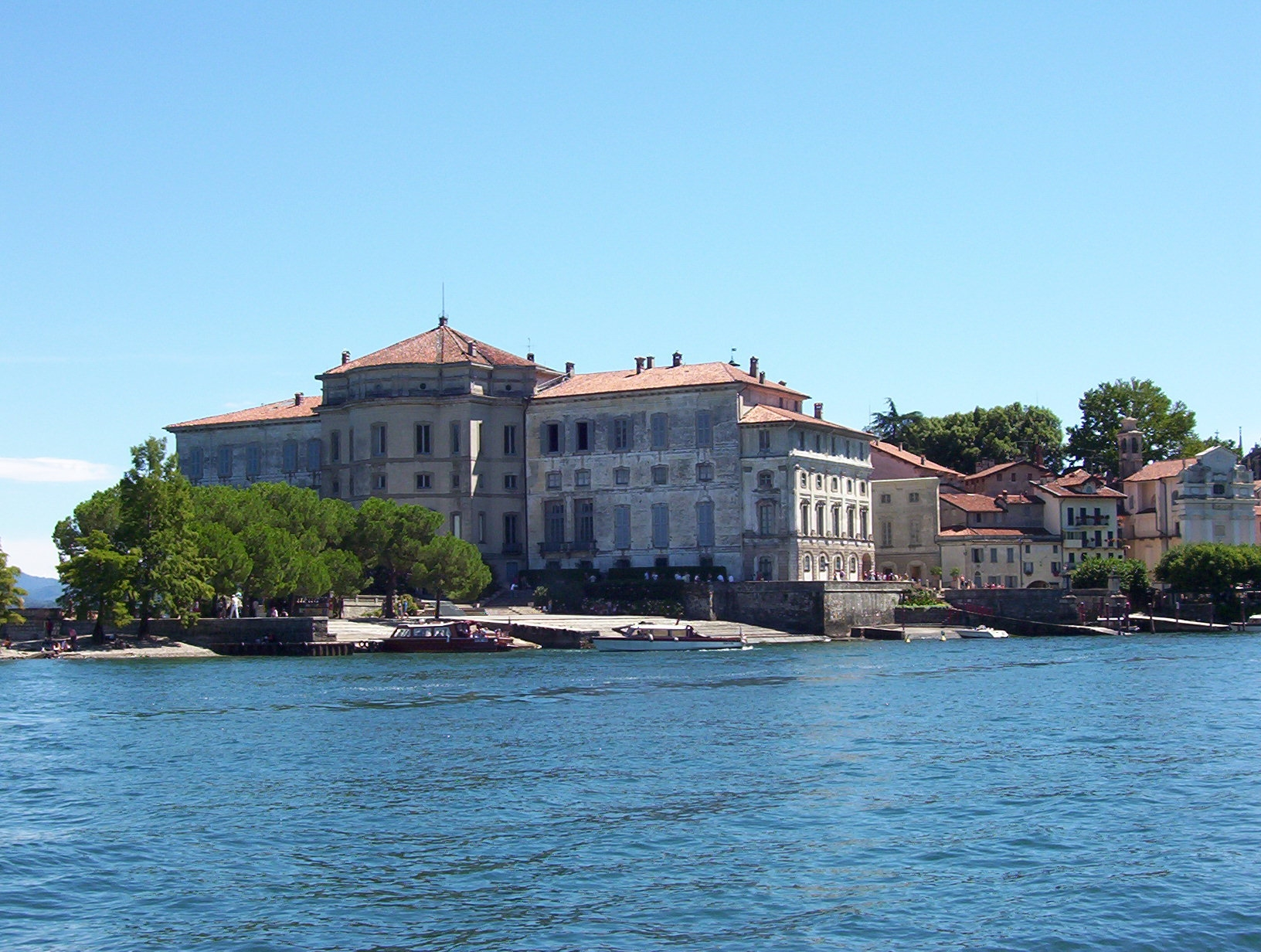
Борромейський палац на острові Белла
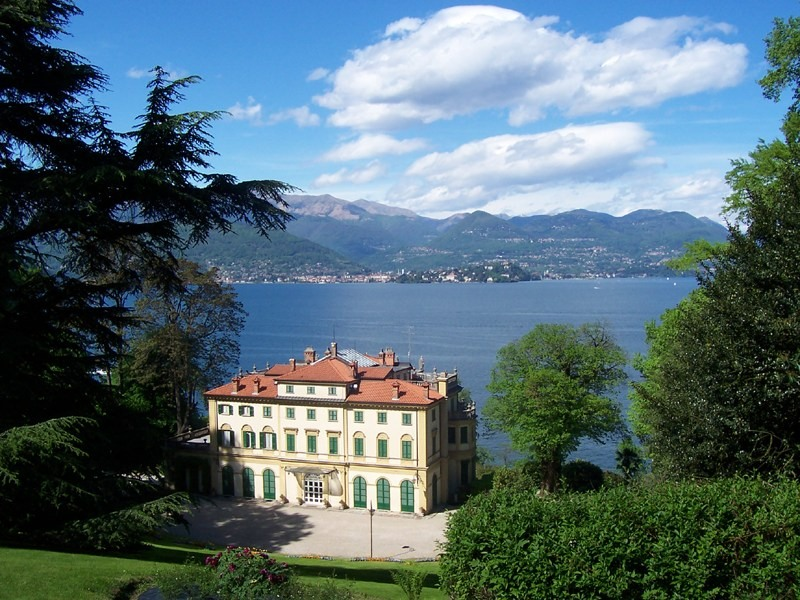
Вілла Паллавічіно
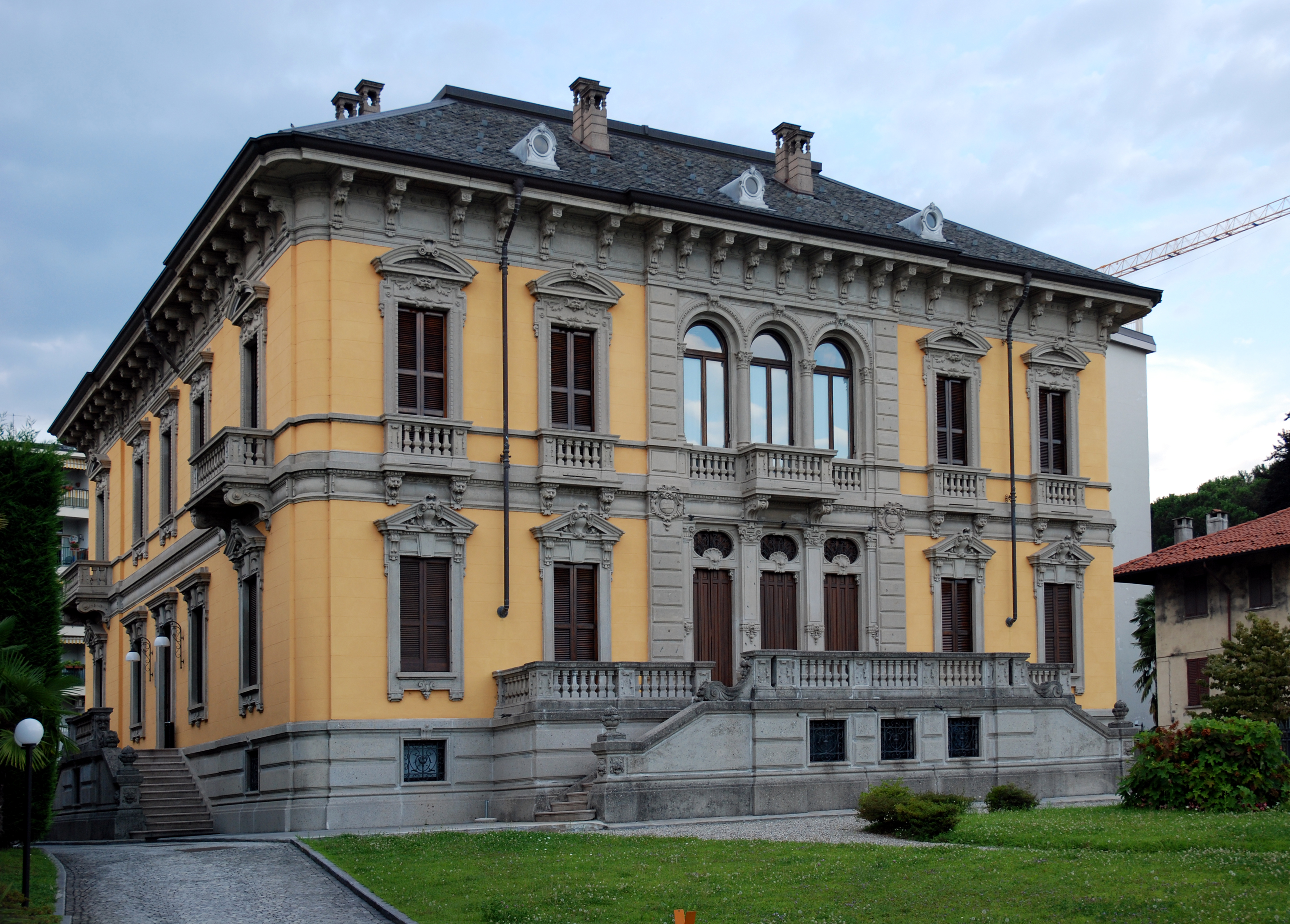
Вілла Карамора
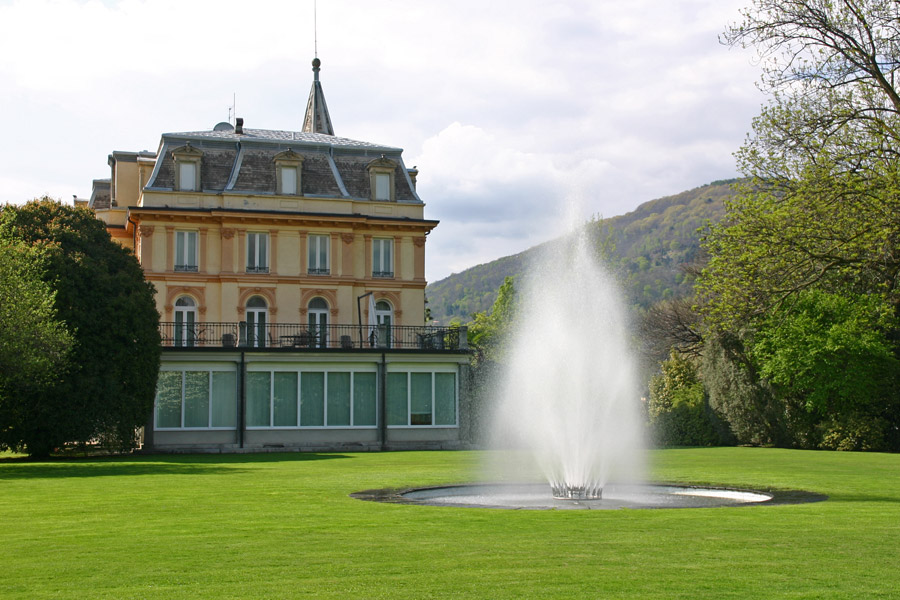
Вілла Таранто
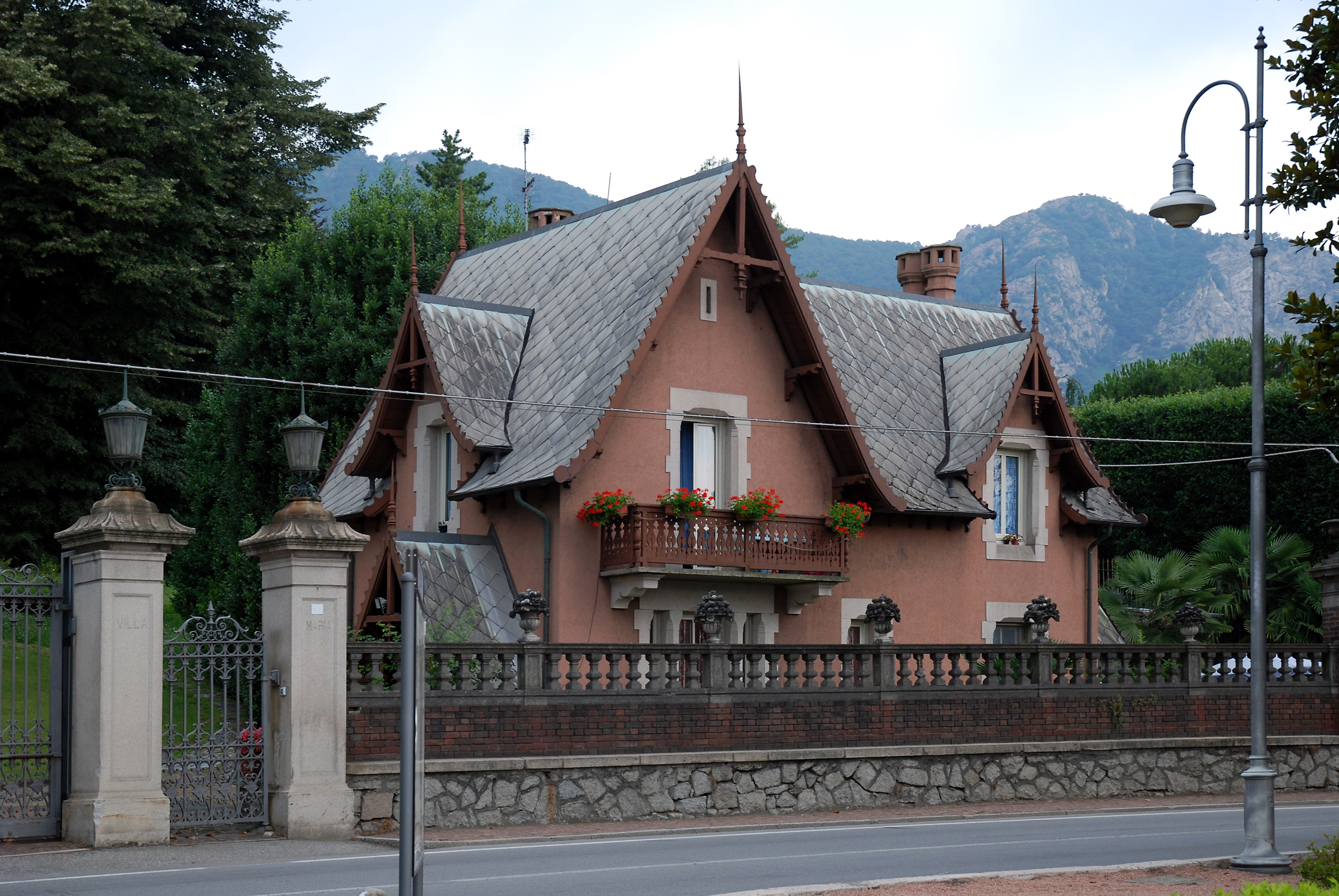
Будиночок сторожа Вілли Бранка, Бавено
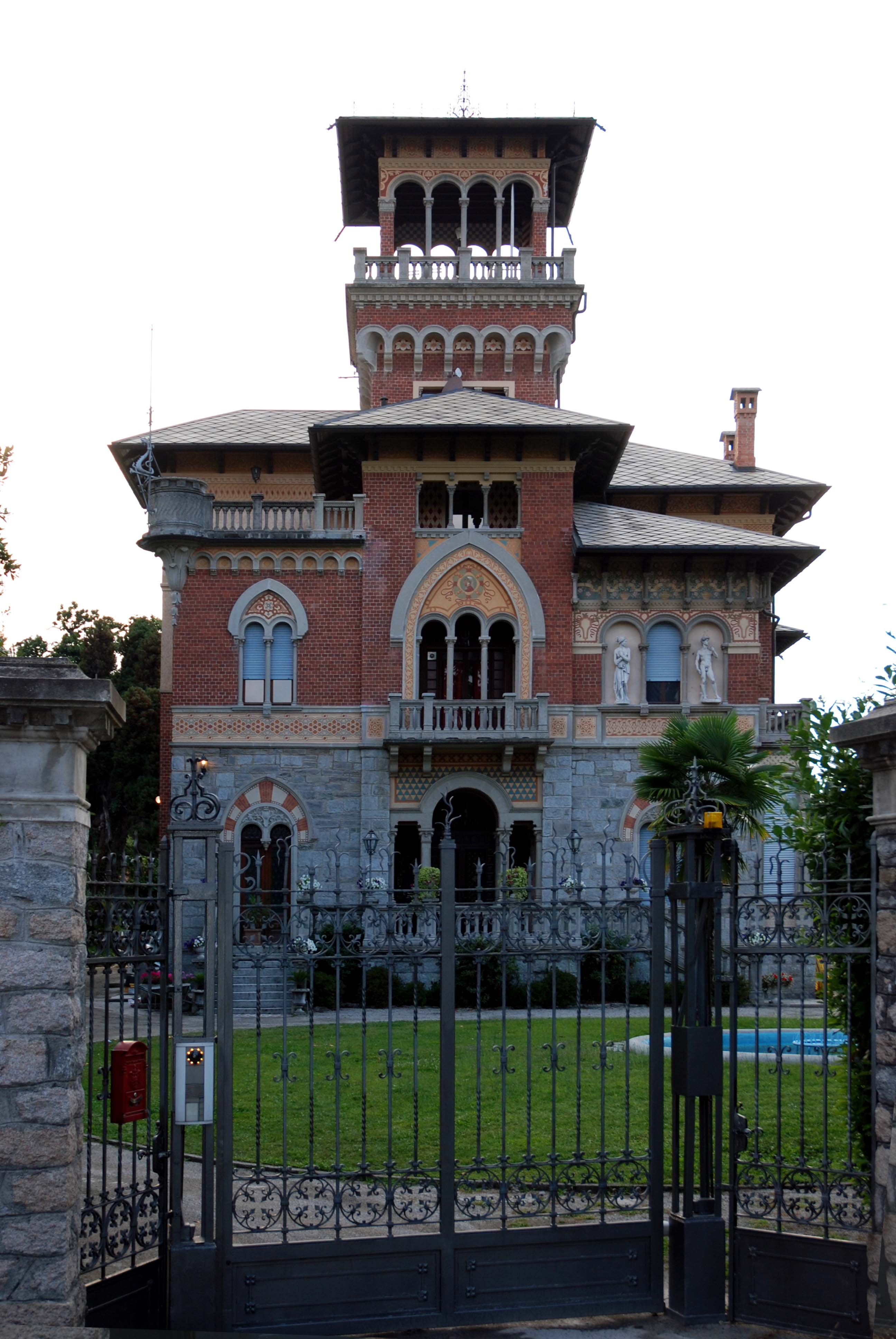
Вілла Мінола
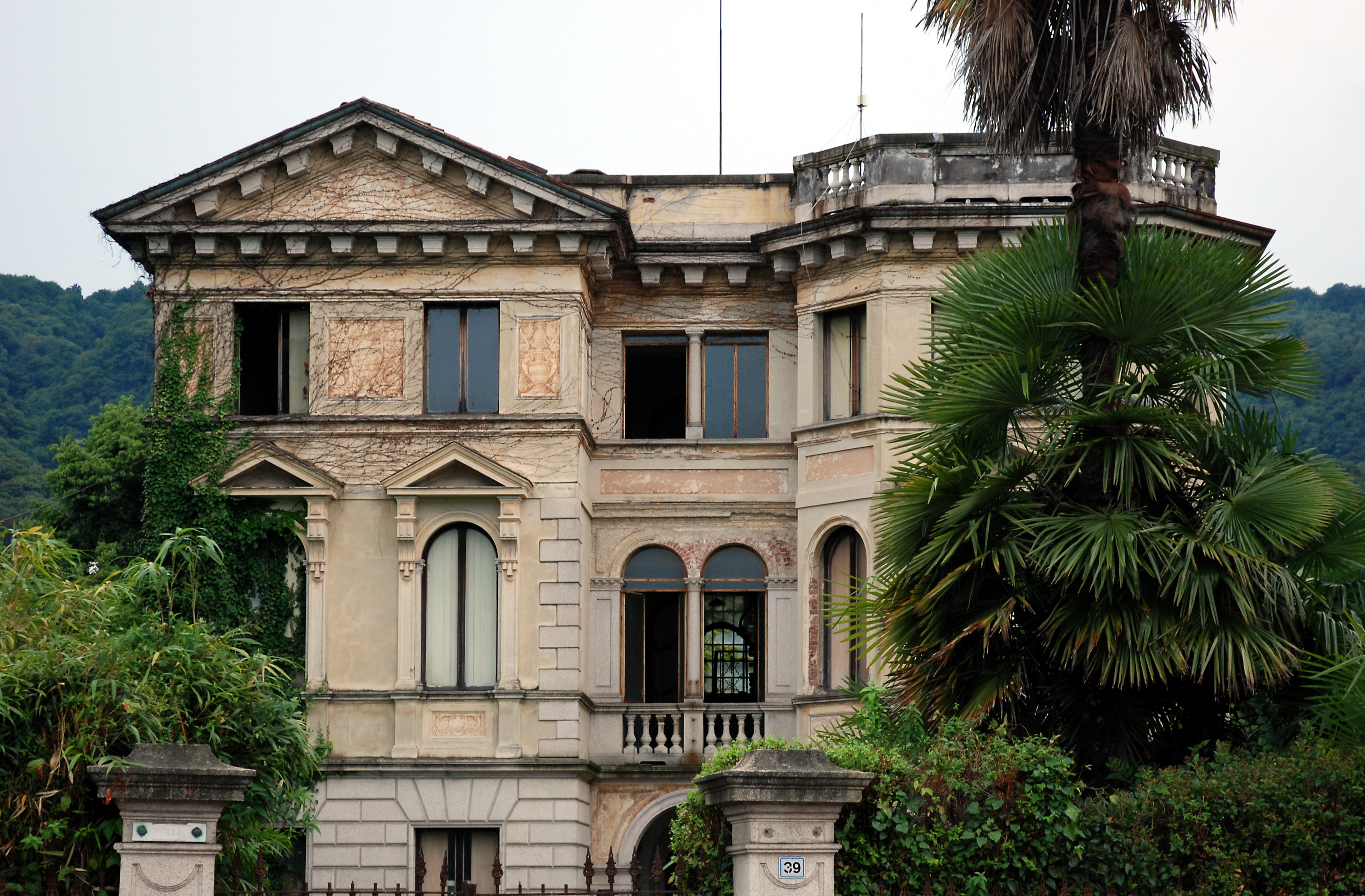
Вілла Маріна (Мона)

## Музеї
- Museo Rosminiano (Стреза)
- Museo delle Marionette (Palazzo Borromeo, острів Мадре, Стреза)
- Museo Artistico e Storico (Palazzo Borromeo, острів Белла, Стреза)
- Museo del Paesaggio (Вербанія)
- Museo Gottard Park (Кастелетто Тічино)
- Museo Manzoniano (Леза)
- Museo della Baita (Бельджірате)
- Museo Etnografico (Каннеро)
- Museo della Ceramica (Лавено Момбелло)[14]
- Palazzo Perabò (Лавено Момбелло)
- Museo dell'ombrello e del parasole (Джиньєзе)
- Civico Museo Archeologico (Сесто Календе)
- Castello Rocca Borromeo — Museo della Bambola (Анджера)
- Museo dei trasporti «Ogliari» (Ранко)
- Museo Archeologico (Ґоласекка)
- Museo Alfredo Binda (Чітільйо)
- Museo Civico Archeologico Paleontologico (Луїно)
- Museo Civico (Анджера)
- Museo dell'Arte del Cappello (Ґіффа)
- Museo Archeologico (Арона)
- Musei del Monte Verità (Аскона)
- Museo Comunale d'Arte Moderna (Аскона)[15]

## Культові споруди
- Свята гора Ґіффи (з іт. Sacro Monte di Ghiffa) — римо-католицький церковний комплекс, що розташовується в комуні Ґіффи, (озеро Маджоре, П'ємонт, Північна Італія). Входить до групи «Святі гори П'ємонту і Ломбардії», яка внесена до списку Світової спадщини ЮНЕСКО.

## Фестивалі, події
- The Spirit of Woodstock Festival [Архівовано 4 жовтня 2011 у Wayback Machine.] (Дух Вудстоку) — щорічний фест просто неба в Мірапурі (кін. лип. — поч. серпня)

## Цікаві факти
- Озеро Маджоре згадується у романі американського письменника Ернеста Гемінґвея «Прощавай, зброє!». Головний герой Фредерік Генрі та його кохана Кетрін Барклі, втікаючи від італійських карабінерів на човні, перетинають озеро в напрямку італійсько-швейцарського кордону[16][17].
- Метан був вперше виявлений і ізольований Алессандро Вольта в результаті аналізу болотного газу з озера Маджоре (1776–1778 рр.)
- У 1936 році підлеглі архітектора Марко Шмуклерського (нім. Marco Schmucklerski) з Цюріха затопили у озері автомобіль Bugatti Type 22 Brescia Roadster (1925 р.), з метою уникнути сплати податків на швейцарському кордоні. Bugatti був прикріплений залізним ланцюгом, отож, після здійснення перевірки митниками, його мали б витягнути на поверхню. Але цього так і не сталося. З часом ланцюг був пошкоджений корозією і автомобіль затонув на дні озера. Він був заново знайдений 18 серпня 1967 року місцевим водолазом Ugo Pillon і став улюбленою мішенню для дайверів. Коли один з дайверів, Damiano Tamagni, трагічно загинув 1 лютого 2008 року, його друзі з Клубу дайверів Аскони вирішили заснувати фонд на згадку про нього. З'явилась ідея підняти з дна Bugatti і продати на аукціоні, щоб зібрати кошти для Фонду. Залишки авто були виявлені 12 липня 2009 року. Продаж відбувся в Retro Mobile classic car exhibition (Показ класичних та ретромобілів) в Парижі 23 січня 2010 року за 260 500,00 євро.[18]

## Вислови про озеро Маджоре
Стендаль

## Галерея

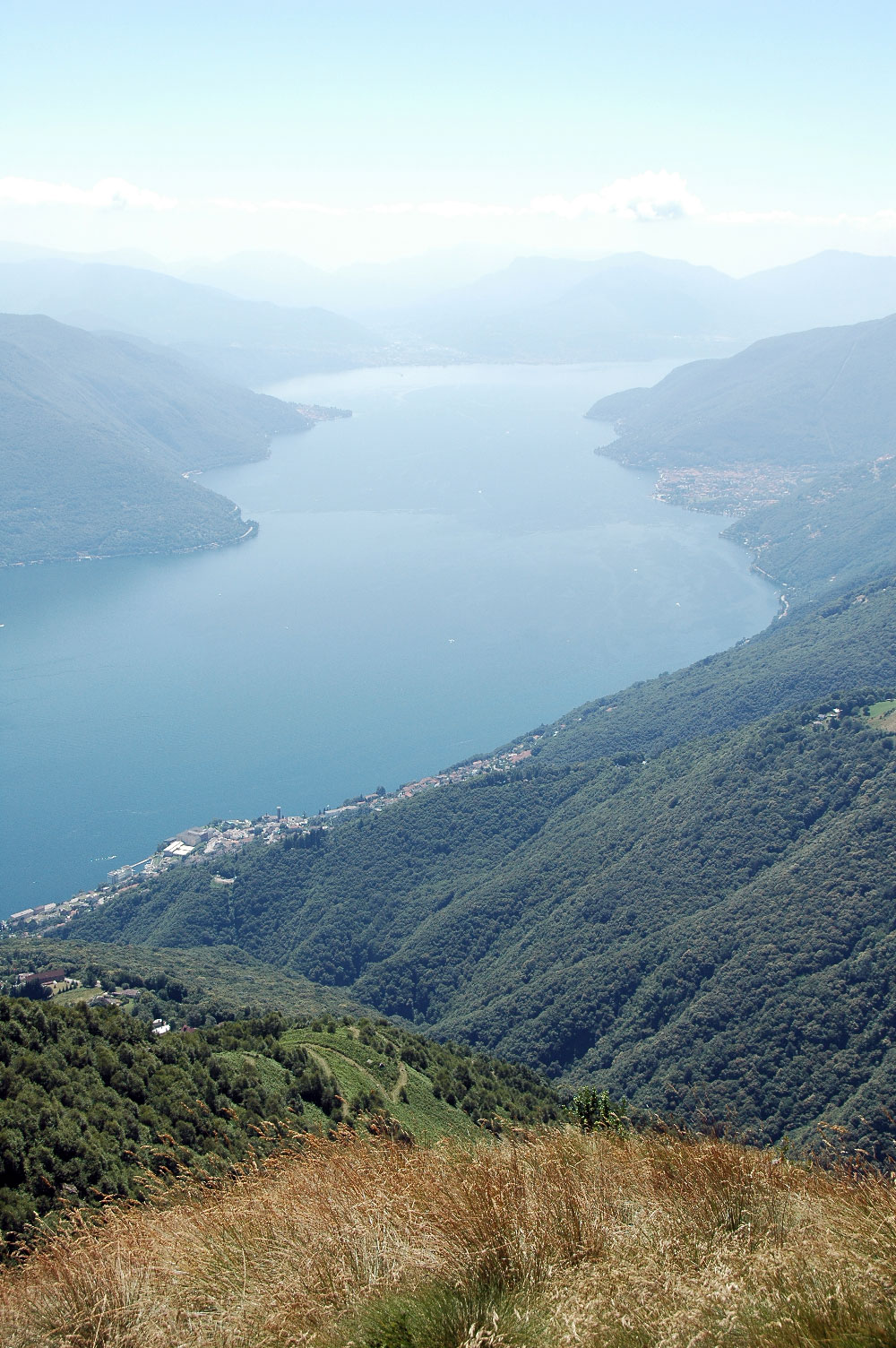
Озеро Маджоре від Бріссаґо до Луіно
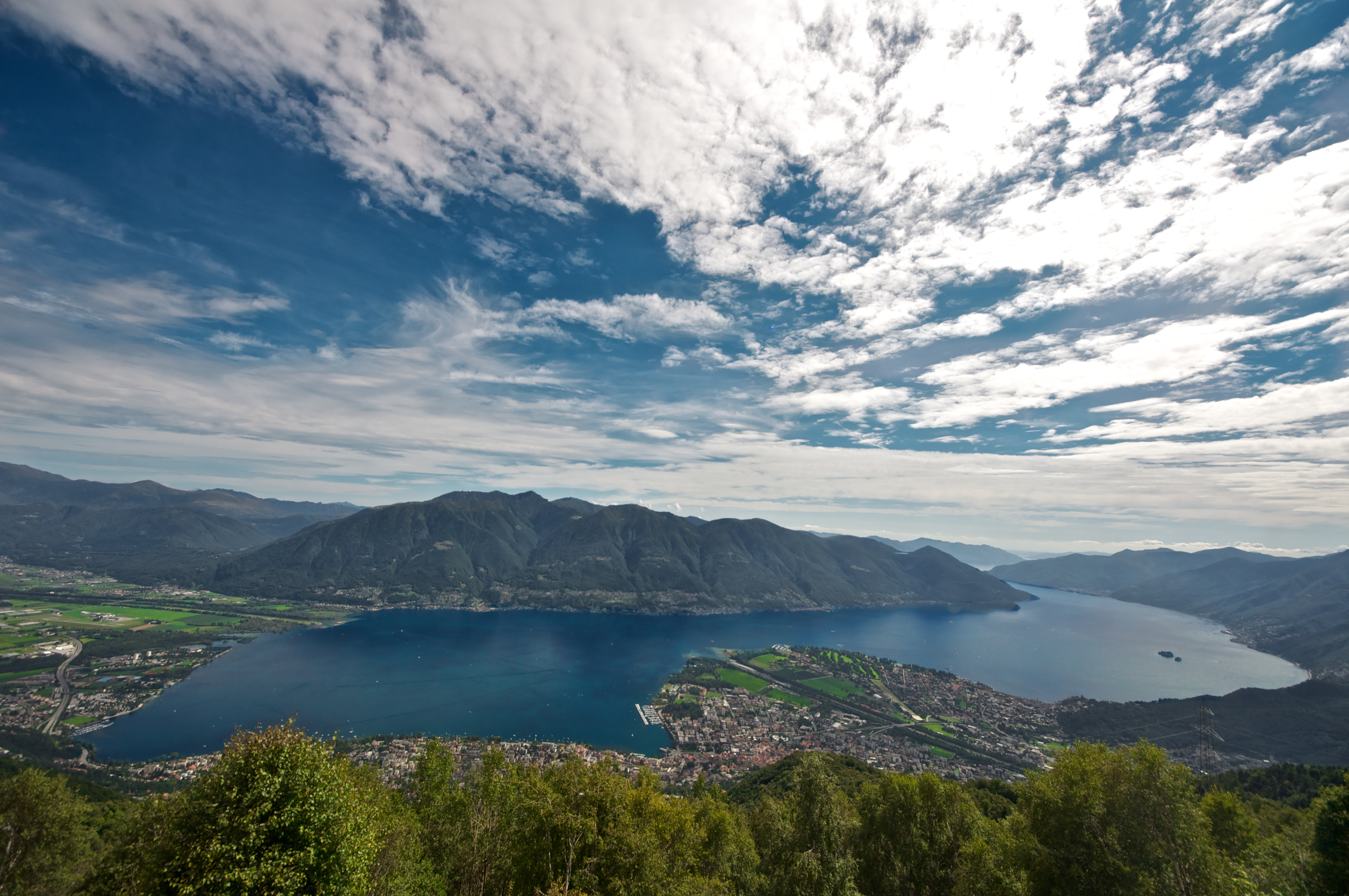
Озеро Маджоре з Тічино, Швейцарія
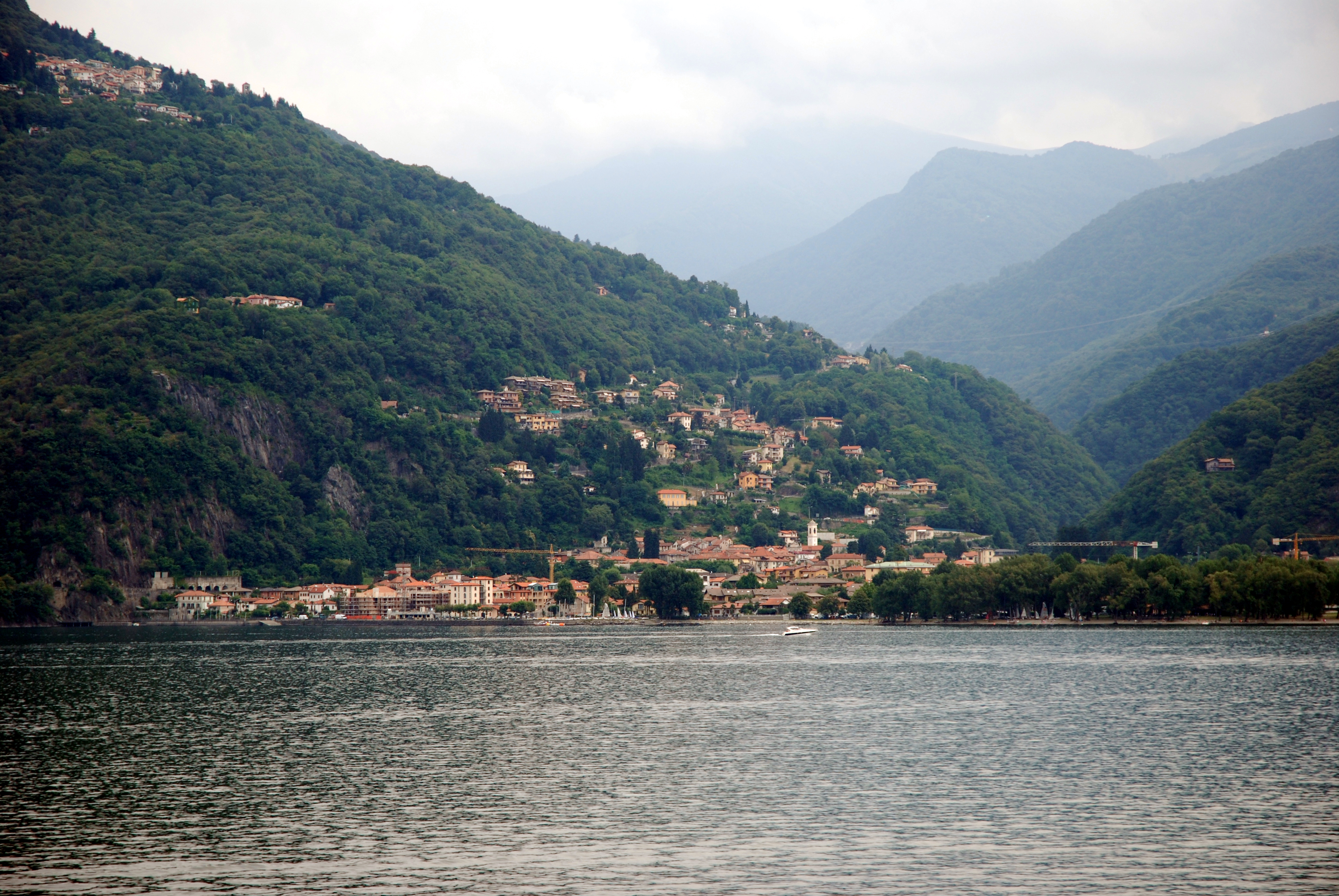
Lago-Maggiore
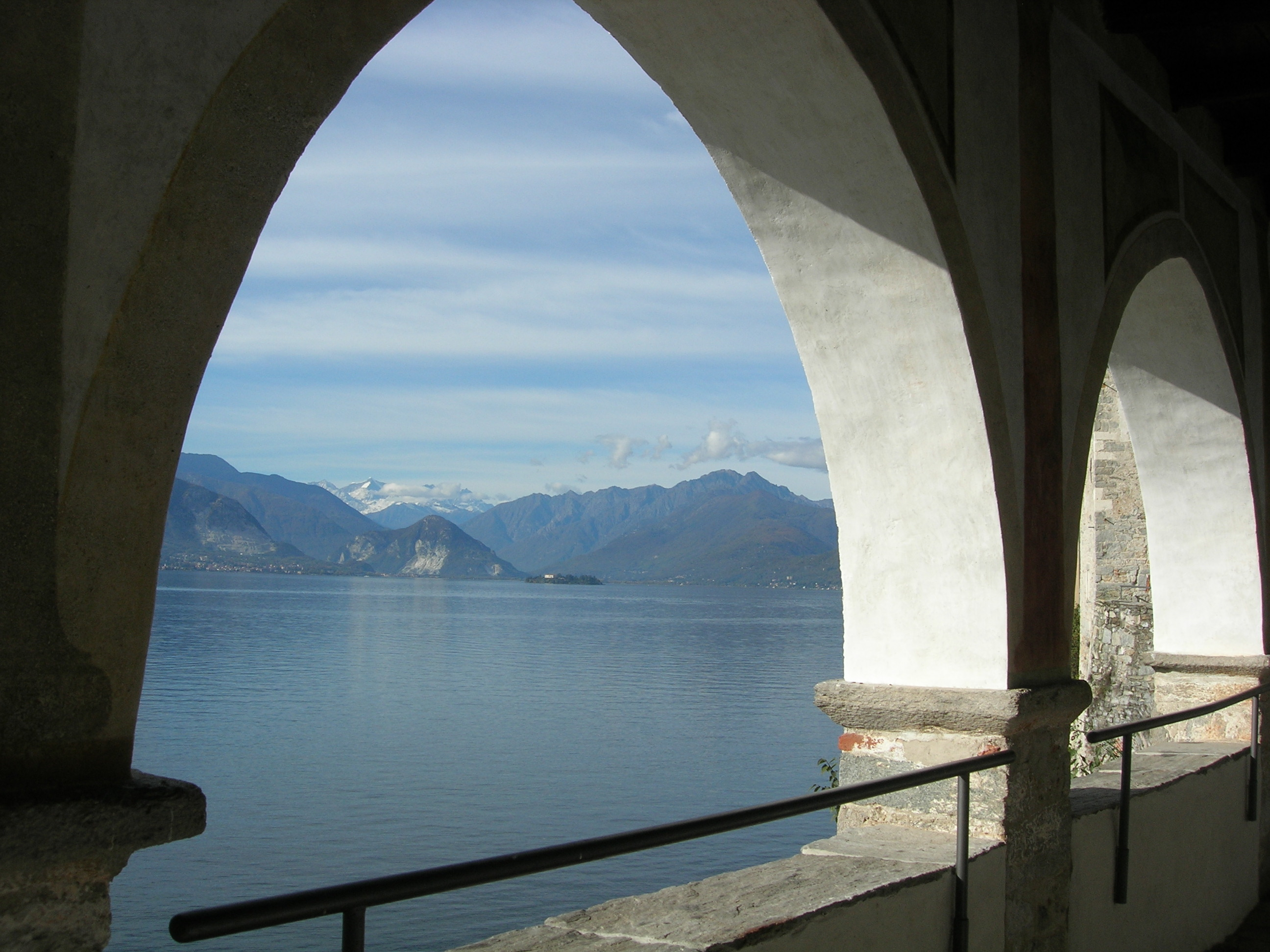
Santa Caterina del Sasso 2
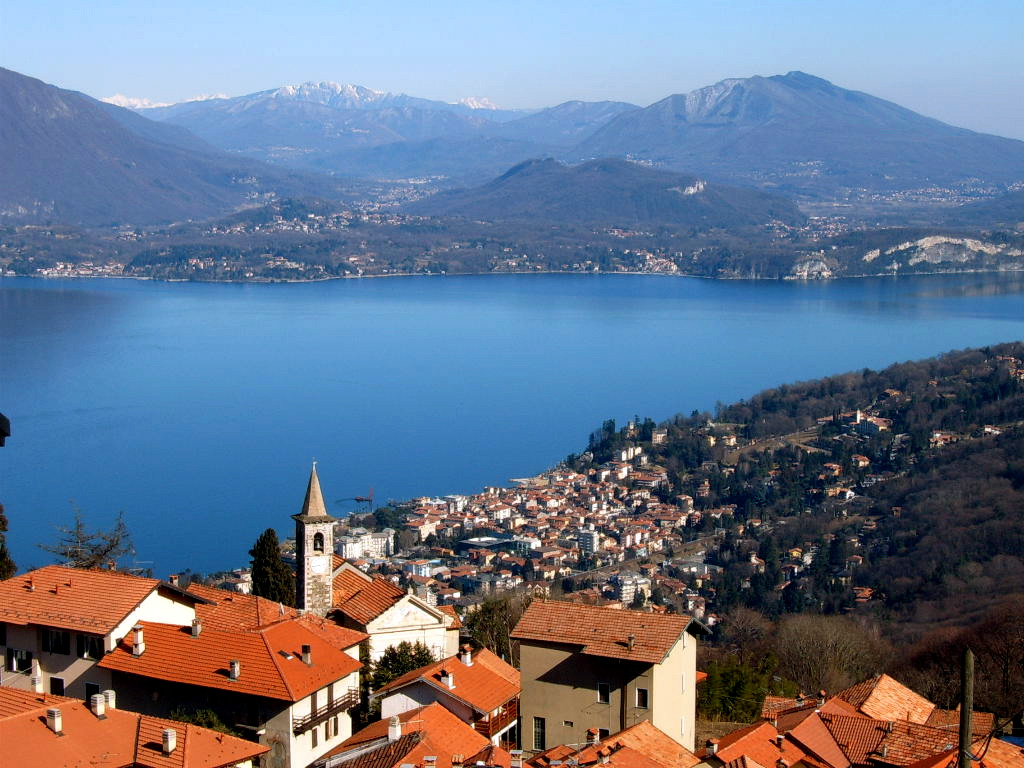
Stresa Levo
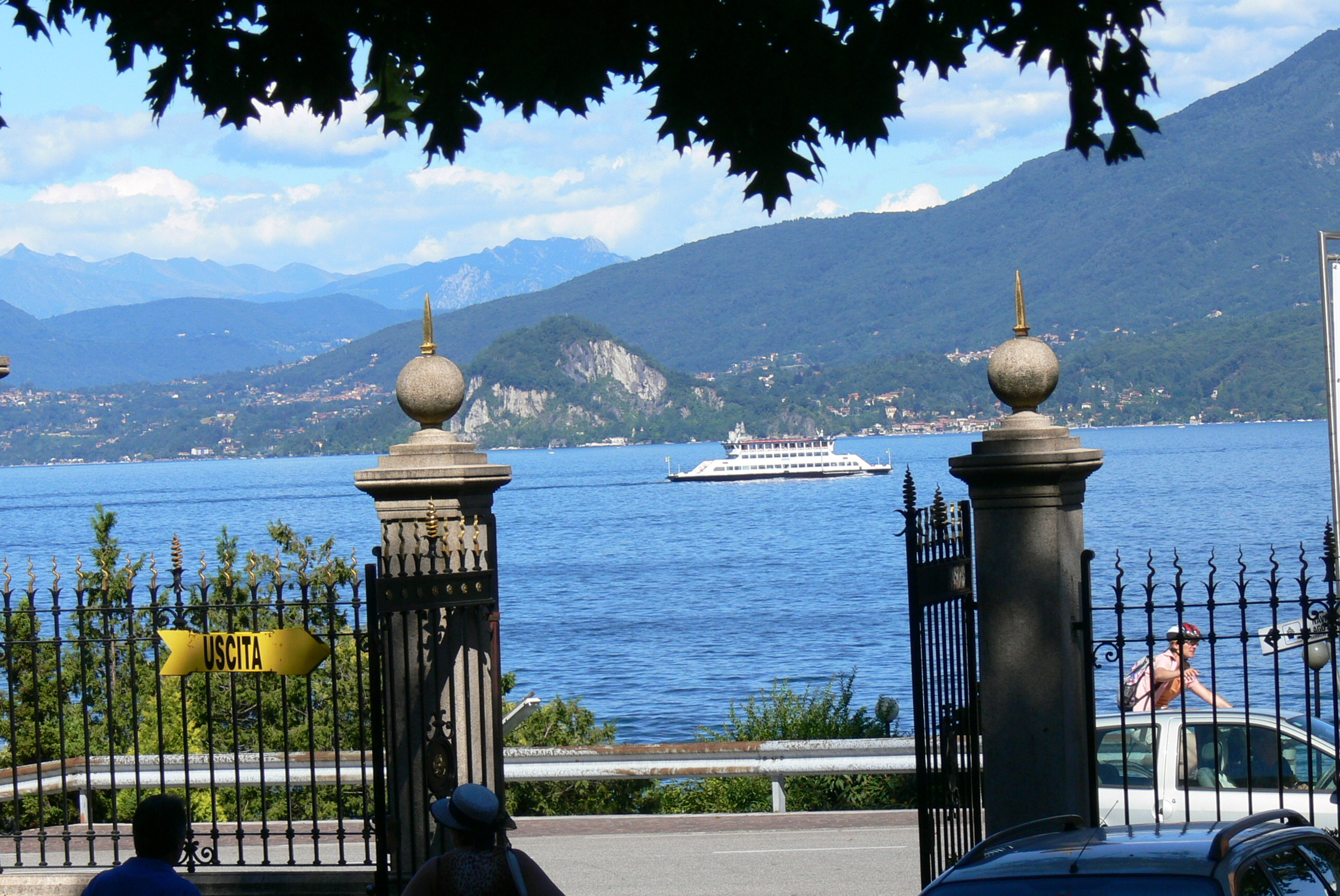
Villa Taranto - Blick zum See
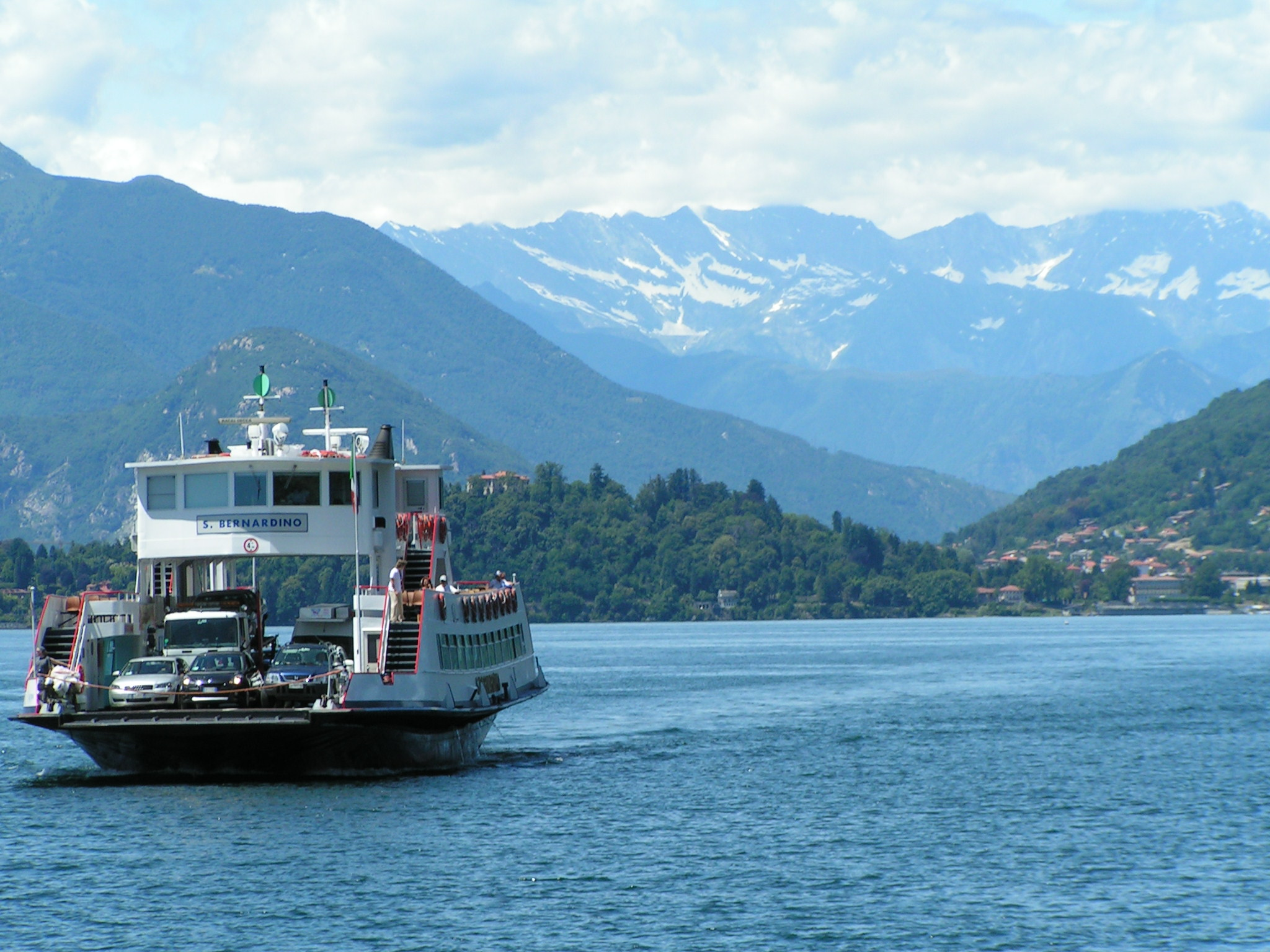
Lago Maggiore Traghetto
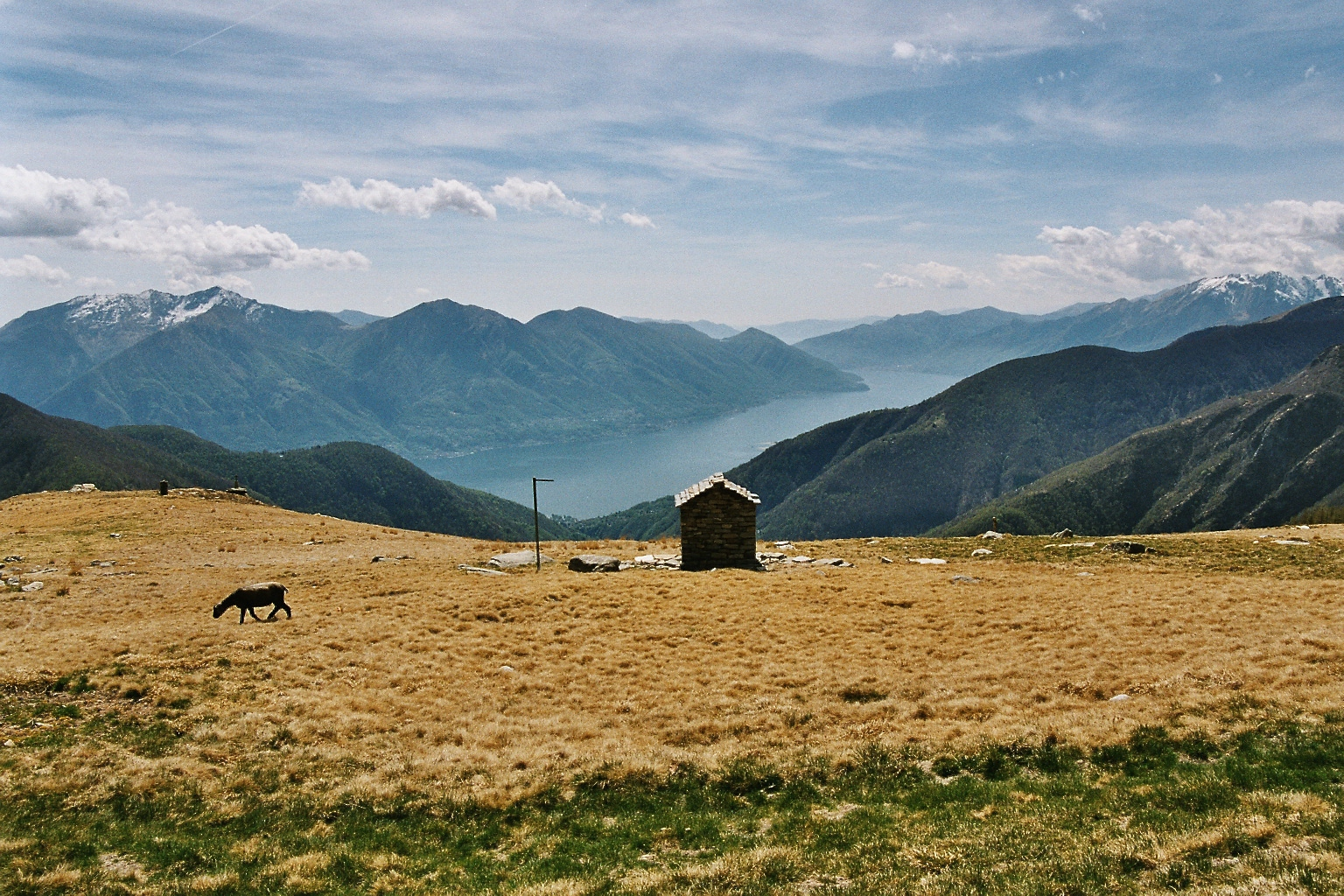
Lago-Maggiore

## Населені пункти
| Швейцарія, кантон Тічино | Італія, регіон П'ємонт провінції Вербано-Куссіо-Оссола і Новара                                                                                           | Італія, регіон Ломбардія провінція Варезе |
| --- | --- | --- |
| - Ranzo - Gerra - San Nazzaro - Vira - Magadino - Tenero - Локарно - Ascona - Ronco sopra Ascona - Brissago - Minusio - Muralto | - Cannobio - Cannero Riviera - Oggebbio - Ghiffa - Verbania - Baveno - Stresa - Belgirate - Lesa - Meina - Arona - Dormelletto - Castelletto sopra Ticino | - Sesto Calende - Angera - Ranco - Ispra - Brebbia - Besozzo - Monvalle - Leggiuno - Laveno-Mombello - Castelveccana - Porto Valtravaglia - Brezzo di Bedero - Germignaga - Luino - Maccagno - Tronzano Lago Maggiore - Pino sulla Sponda del Lago Maggiore |